# Distrito judicial do Porto
O Distrito judicial do Porto foi um dos quatro distritos judiciais de Portugal. Correspondia à jurisdição territorial dos Tribunais da Relação do Porto e de Guimarães.
O Distrito judicial do Porto inclui os seguintes Círculos Judiciais: Bragança, Chaves, Gondomar, Lamego, Maia, Matosinhos, Mirandela, Oliveira de Azeméis, Paredes, Penafiel, Porto, Santa Maria da Feira, Santo Tirso, Vila Nova de Famalicão, Vila do Conde, Vila Nova de Gaia e Vila Real. Cada Círculo Judicial agrupava várias Comarcas. Cada Comarca tinha jurisdição sobre um ou mais municípios.